# 水間毅
水間 毅（みずま たけし）は日本の工学者。

## 来歴
1984年東京大学大学院工学系研究科 電気工学専門課程博士課程を修了し（工学博士号取得）、運輸省（当時）交通安全公害研究所に入所した。
2007年独立行政法人交通安全環境研究所交通システム研究領域領域長に就任（2011年理事）。2016年、独立行政法人自動車技術総合機構理事（国際・研究担当）に転じる（同年10月からは企画・検査担当の非常勤理事に）。
同年より東京大学委嘱教授（兼任）となり、10月からは東京大学大学院基盤科学研究系特任教授に就任した。
IEC（国際電気標準会議）/TC9、国内委員会委員、国土交通省・青函共用走行区間技術検討 WG 委員、軌間可変技術評価委員会 委員、日本地下鉄協会・リニアメトロ研究委員会 委員、リニア地下鉄 軌道・車両境界領域技術検討会 委員長、エコレールラインプロジェクト 委員会 副委員長、地下鉄における運転方式の課題と対応策に関する調査検討委員会 副委員長、電気学会 交通・電気鉄道技術委員長（2001/4～2006/12）、日本信頼性学会 副会長（2012/6～2014/6）、会長（2014/6～2016/6）、顧問（2016.6～現在）。